# Loxogramme boninensis
Loxogramme boninensis är en stensöteväxtart som beskrevs av Takenoshin Nakai. Loxogramme boninensis ingår i släktet Loxogramme och familjen Polypodiaceae. Inga underarter finns listade.